# 多紋矮冠䲁
多紋矮冠䲁（學名：Praealticus multistriatus），為輻鰭魚綱鳚形目䲁科矮冠䲁屬的一種，分布於中太平洋東加海域，本魚體延長略側扁，頭部短鈍，眼上眶有分支觸鬚，缺乏頸背觸鬚，前鼻孔後緣有小觸鬚，通常不分支，上唇比下唇更具圓齒狀，身體顏色為深灰棕色，身上有成對的暗色條紋和眾多帶有深色邊緣的淡藍色斑點，背鰭深灰褐色，膜上有多數斜的白色線條，向前分裂成斑點，在鰭棘部有不均勻的短線，深灰棕色尾鰭，有大小不一的小白點和寬闊的深紅色後緣，深灰褐色的臀鰭和成對的鰭，臀鰭的每條鰭條基部都有一個白色的斑點，背鰭硬棘13枚、背鰭軟條17-19枚、臀鰭硬棘2枚、臀鰭軟條18-21枚，體長可達9公分，棲息在水淺的岩石海岸，雌魚產附著性卵，雄魚有護卵行為，幼魚為浮游性，生活習性不明。